# 荷蘭飲食

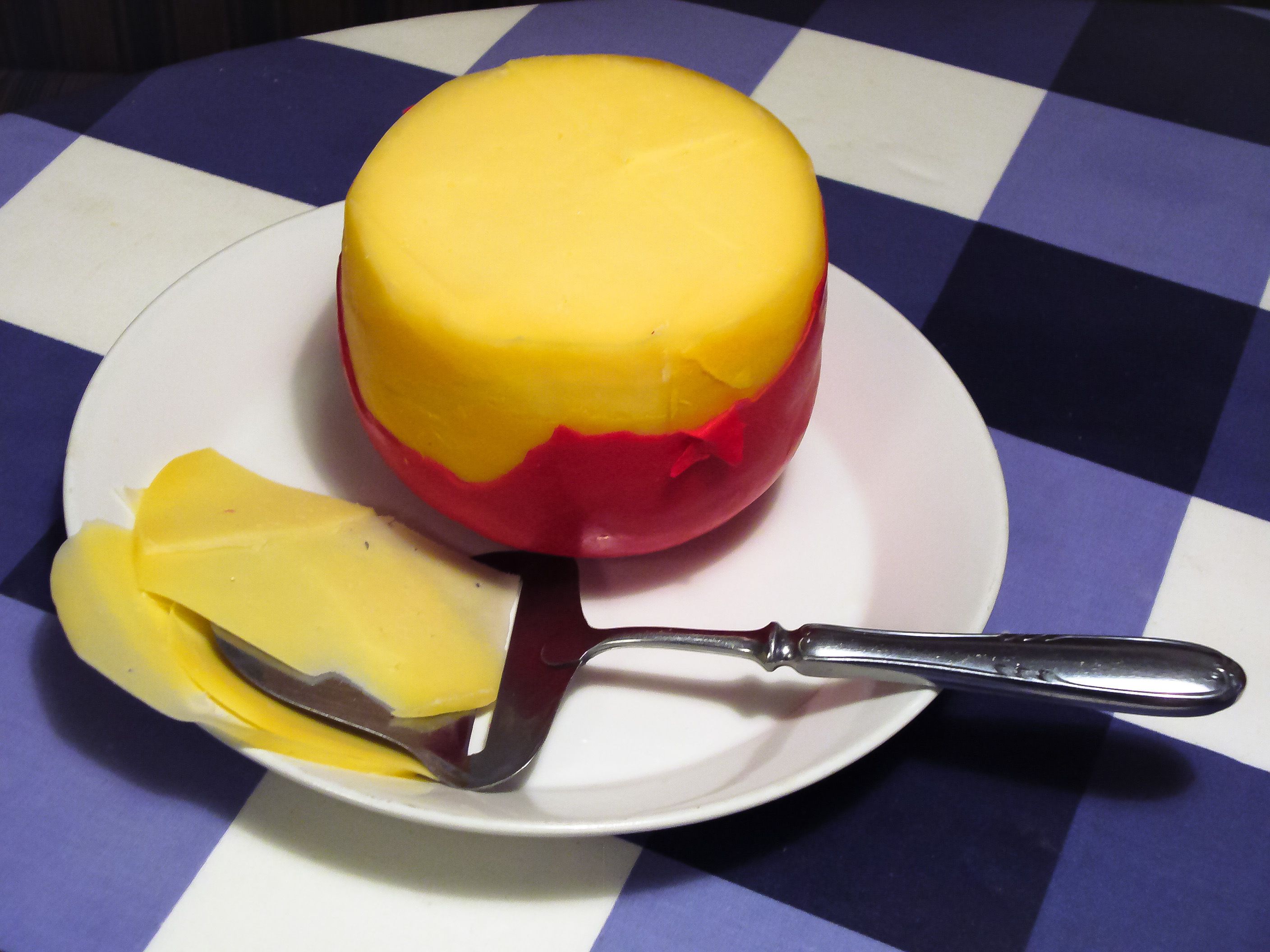
一塊生產於荷蘭的埃丹芝士

荷蘭飲食（荷蘭語：Nederlandse keuken）是指荷蘭的飲食文化。荷蘭傳統飲食文化比較簡單，主要源自傳統在地的烹飪做法，其烹調材料與組合取決於許多因素：位於歐洲平原肥沃的北海河流三角洲的位置，漁穫、農業、海上貿易、前殖民文化的影響，以及香料貿易興起。
傳統上，荷蘭餐飲簡單而且直接，蔬菜多但肉少，對於食材沒有太多的加工，可以描述為質樸的餐點，但多數荷蘭人在假期來臨時，都會烹調特殊的食物來慶祝。一般人早餐和午餐通常是麵包加奶酪等配料，晚餐則主要是肉和馬鈴薯，輔以時令蔬菜。荷蘭人飲食中含有許多乳製品，碳水化合物和脂肪攝取量較高，顯示出體力勞動者的飲食需要，並且荷蘭人的奶製品消費量也很高。
20世紀後，受其殖民地（特別是荷屬東印度群島）飲食文化的影響，荷蘭飲食變得更加國際化，在荷蘭的大城市可以品嚐到來自世界各地的食物。

## 歷史
直至中世紀，荷蘭人的飲食文化，大抵與歐洲其他國家無異。通常荷蘭人消耗牛奶、啤酒、根菜類、豌豆之類。其中牛油和芝士早就在中世紀就流行。
隨著貿易的發展，荷蘭人多了機會接觸更多食品種類，包括葡萄酒、香料、茶葉以至咖啡。一些源於美洲的農作物也引進於荷蘭，例如馬鈴薯。

## 概況
荷蘭食品不同地區各有不同。東部、北部受德國影響較濃，較多食用香腸；西部屬平原，畜牧業發達，盛產不同種類奶酪；南部則毗鄰比利時，飲食較類似於法國菜。
受制地理因素，荷蘭酒類主要是啤酒。

## 代表食品
- 可樂餅
- 豪達奶酪
- 埃德姆芝士
- 荷式鬆餅
- 炸魚塊

## 飲食國際化
由於荷蘭長期殖民，被殖民者和歐亞血統者來到荷蘭，尤其是在1949 年印尼脫離荷蘭殖民統治獨立後，印尼菜和印度菜變得流行起來。1962 年出版《荷蘭烹調的藝術》(The Art of Dutch Cooking)中寫道：“在荷蘭，印尼菜多到不勝數，一些菜餚受到大大的歡迎，以至被視為‘國菜’”。這些印尼風味的飲食包括：炒飯 (nasi goring)、炸香蕉 (pisang goring)、炸春捲 (lumia goring)、炒麵 (bami)、烤肉串 (satay)、花生醬 (satay sauce)和辣椒醬 (sambal oelek)。
在荷蘭-印尼的融合菜餚中，最著名的是“飯桌”(rijsttafel)，由幾十個小菜組成鋪滿“整桌”的精緻餐點。這道全席餐點目前在荷蘭仍然受歡迎，但在印尼國內卻已經很少見。荷蘭幾乎每個城鎮都有一家印尼式中餐館，其中最流行的融合菜是 friet saté、 patatje oorlog 或 patatje pinda。一般在小吃店都供應一種以沙爹醬為調味的炸薯條。
蘇里南美食在荷蘭也很受歡迎，尤其是在大城市。蘇里南餐廳通常提供蘇里南三明治 (Surinaamse broodjes)、蘇里南烤肉（印度社區的主食），還有各種蘇里南烹調對於印尼中菜的詮釋。
近年來，荷蘭全國各地都可以找到來自世界各角落的美食。義大利和美國風格的比薩店在荷蘭已經非常普及，另外阿拉伯和土耳其菜餚也越來越受歡迎，尤其是做為休閒時光的餐飲。在較大的城鎮或城市，幾乎可以在任何街角找到販賣烤肉串、沙威瑪和沙拉三明治的小餐館，還有源自希臘、泰國、日本和非洲等美食，也都相當普遍。

## 圖片

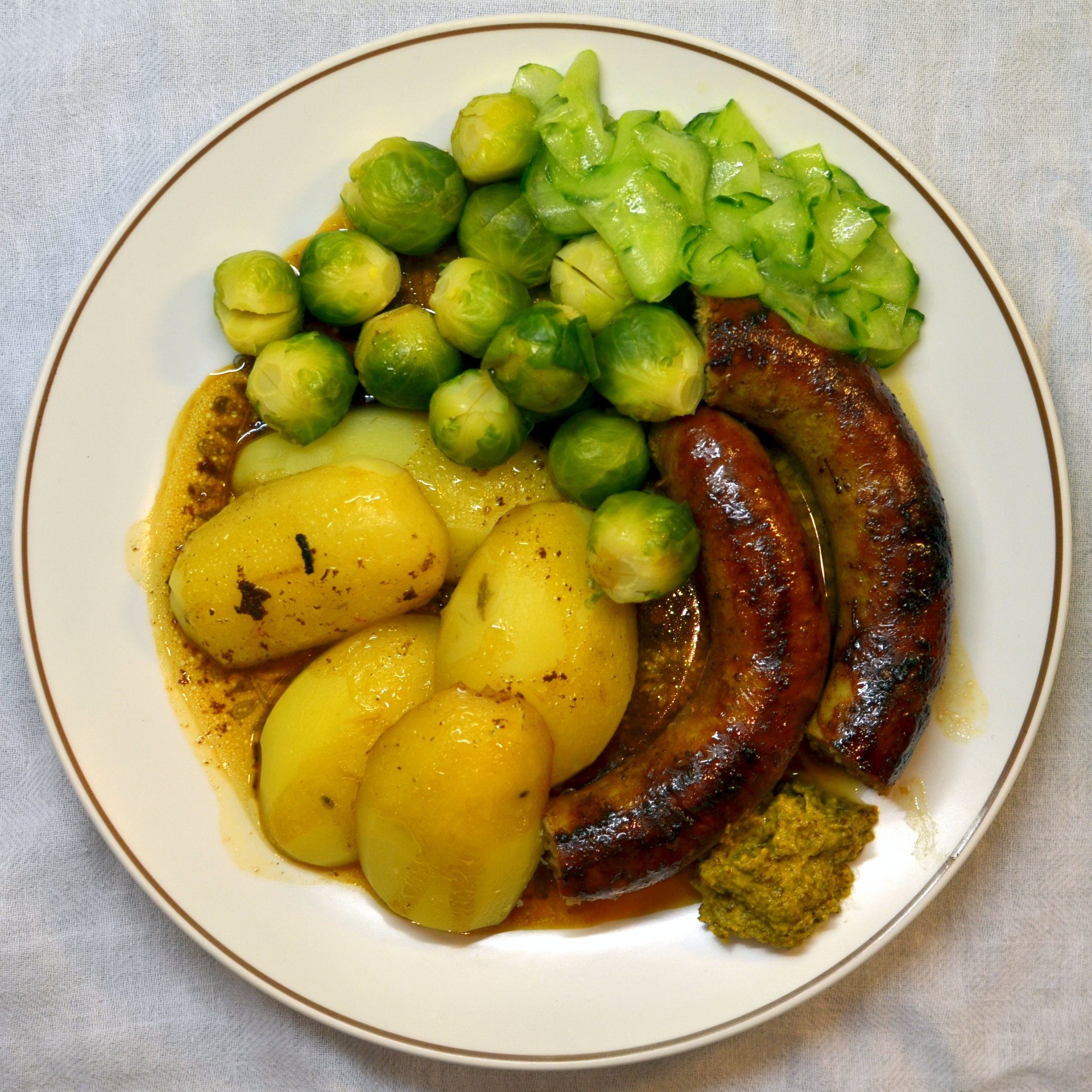
最常見荷蘭菜，以肉類配以燉蔬菜。
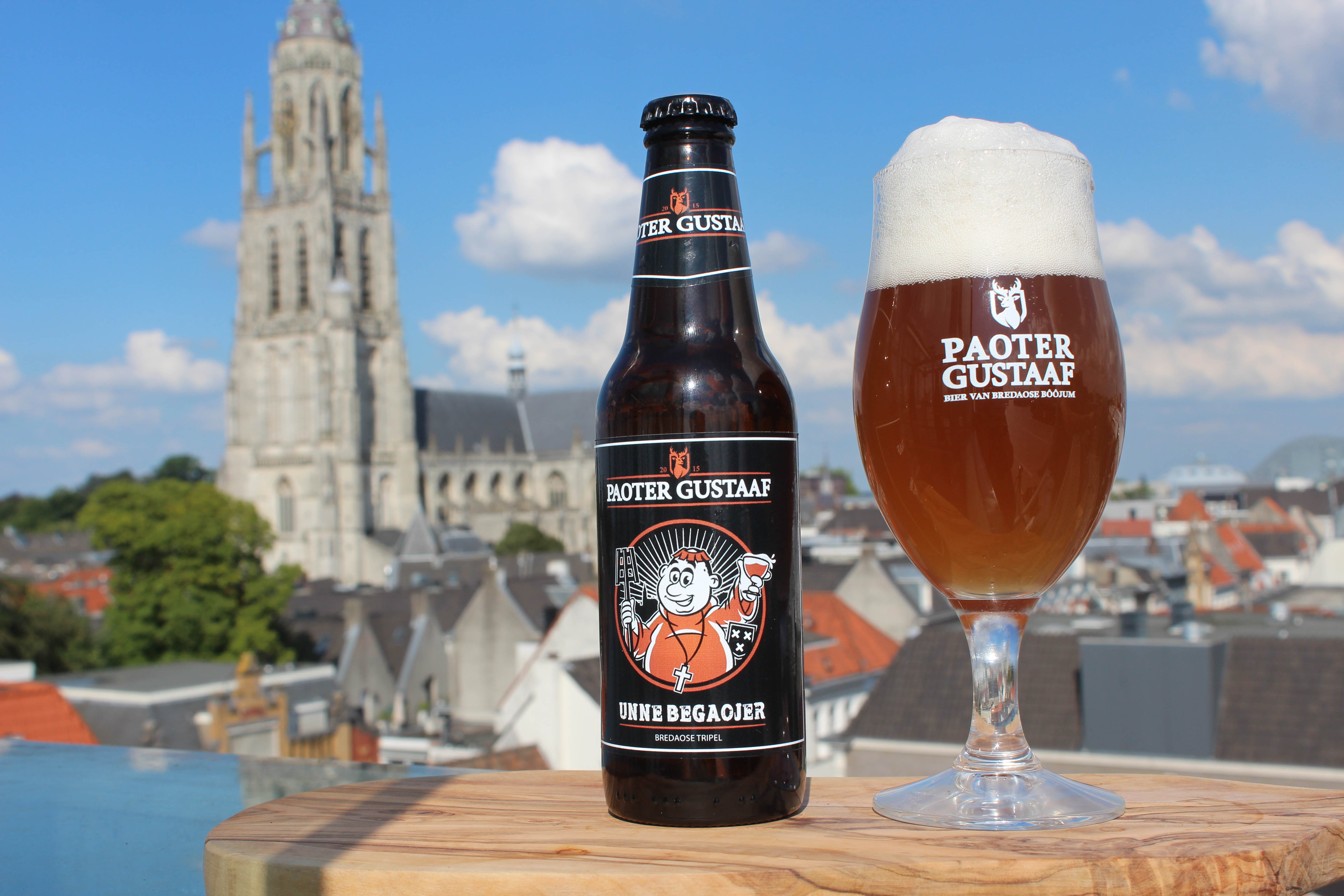
荷蘭啤酒。
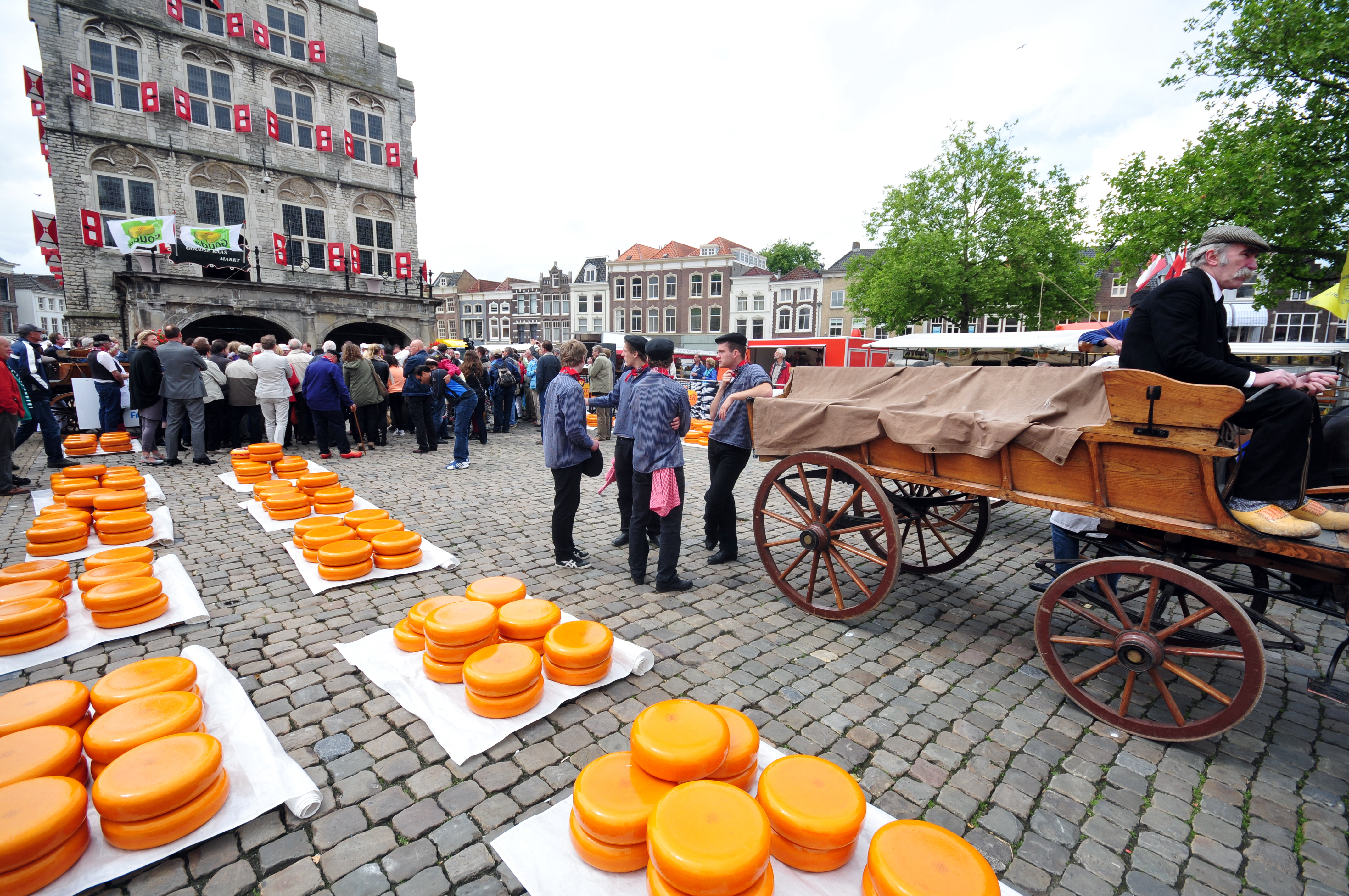
奶酪市場。
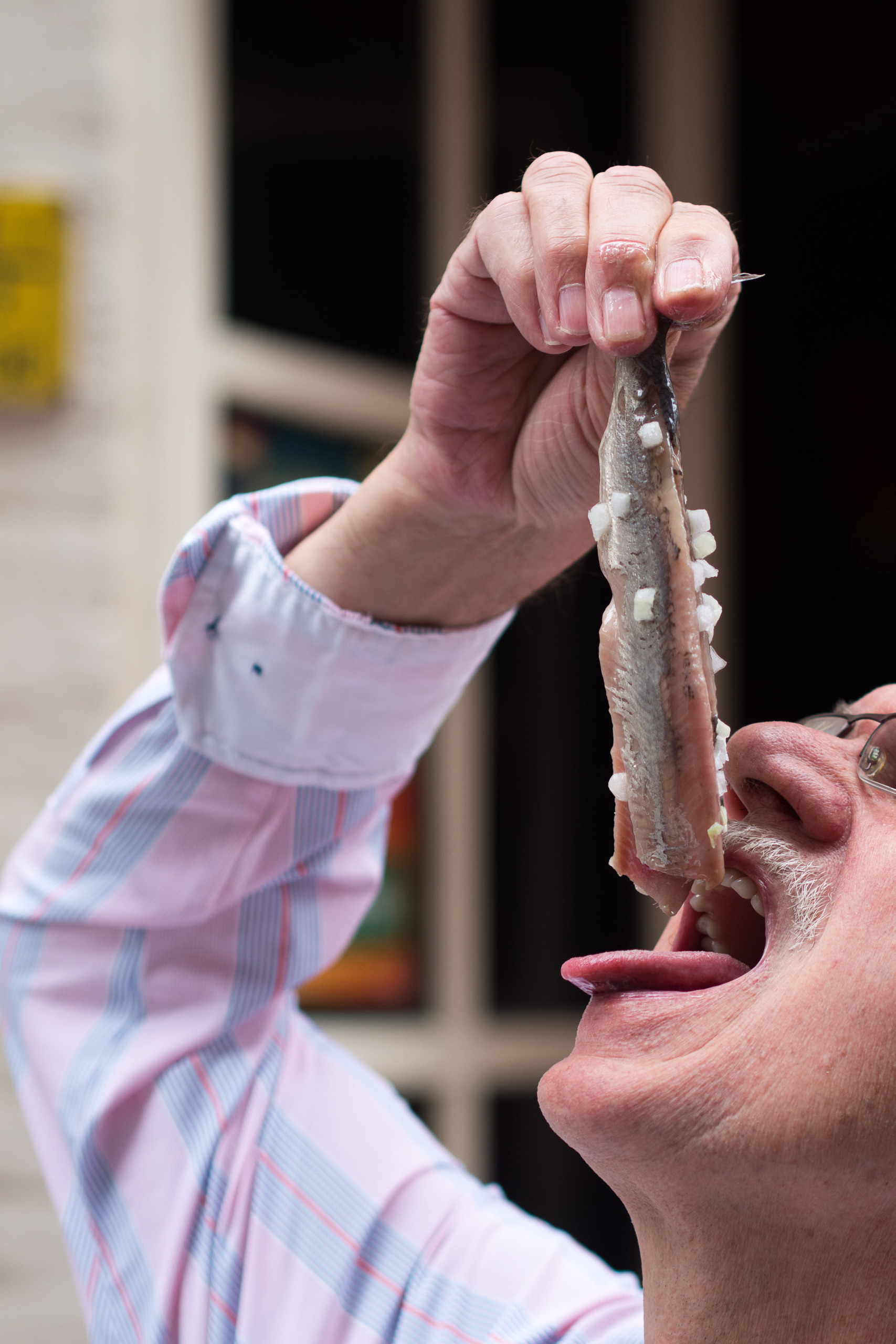
荷蘭街頭小吃醃鯡魚。